# Phloeopora oregona
Phloeopora oregona är en skalbaggsart som beskrevs av Thomas Casey 1906. Phloeopora oregona ingår i släktet Phloeopora och familjen kortvingar. Inga underarter finns listade i Catalogue of Life.